# RideLondon-Surrey Classic de 2017
A 6.ª edição da clássica ciclista RideLondon (nome oficial: Prudential RideLondon-Surrey Classic) celebrou-se na Londres a 30 de julho de 2017 sobre um percurso de 185,9 km.
A corrida fez parte do UCI WorldTour de 2017, sendo a vigésima oitava competição do calendário de máxima categoria mundial.
A corrida foi vencida pelo corredor noruego Alexander Kristoff da equipa Katusha-Alpecin, em segundo lugar Magnus Cort (Orica-Scott) e em terceiro lugar Michael Matthews (Sunweb).

## Equipas participantes
Tomaram parte na corrida 21 equipas: 13 de categoria UCI WorldTour de 2017 convidados pela organização; 8 de categoria Profissional Continental. Formando assim um pelotão de 144 ciclistas dos que acabaram 119. As equipas participantes foram:
| Equipes WorldTeam (13)- Bora-Hansgrohe - BMC Racing Team - Cannondale-Drapac - Lotto-Soudal - Lotto NL-Jumbo - Katusha-Alpecin - Sky - Quick-Step Floors - Team Sunweb - Trek-Segafredo - UAE Team Emirates - Dimension Data - Orica-Scott Equipes profissionais Continentais (8)- Androni Giocattoli - Aqua Blue Sport - CCC Sprandi Polkowice - Israel Cycling Academy - Caja Rural-Seguros RGA - Wanty-Groupe Gobert - Sport Vlaanderen-Baloise - Wilier Triestina-Selle Italia |
| |

## Classificações finais
- As classificações finalizaram da seguinte forma:[4]

### Classificação geral
| \| Classificação geral \| Classificação geral \| Classificação geral \| Classificação geral \| Classificação geral \| \| Ciclista \| Ciclista \| Equipe \| Tempo \| \| \| ------------------- \| ------------------- \| ---------------------- \| ------------------- \| ------------------- \| \| 1. \| Alexander Kristoff \| Katusha-Alpecin \| 4h05m41s \| \| \| 2. \| Magnus Cort \| Orica-Scott \| + 0s \| \| \| 3. \| Michael Matthews \| Team Sunweb \| + 0s \| \| \| 4. \| Sep Vanmarcke \| Cannondale-Drapac \| + 0s \| \| \| 5. \| Wouter Wippert \| Cannondale-Drapac \| + 0s \| \| \| 6. \| Jean-Pierre Drucker \| BMC Racing Team \| + 0s \| \| \| 7. \| Zakkari Dempster \| Israel Cycling Academy \| + 0s \| \| \| 8. \| Sam Bennett \| Bora-Hansgrohe \| + 0s \| \| \| 9. \| Rudy Barbier \| AG2R La Mondiale \| + 0s \| \| \| 10. \| Oliver Naesen \| AG2R La Mondiale \| + 0s \| \| |                     |                        |          |
| |                     |                        |          |
| Fonte: ProCyclingStats |                     |                        |          |
| Classificação geral |                     |                        |          |
| Ciclista | Ciclista            | Equipe                 | Tempo    |
| 1. | Alexander Kristoff  | Katusha-Alpecin        | 4h05m41s |
| 2. | Magnus Cort         | Orica-Scott            | + 0s     |
| 3. | Michael Matthews    | Team Sunweb            | + 0s     |
| 4. | Sep Vanmarcke       | Cannondale-Drapac      | + 0s     |
| 5. | Wouter Wippert      | Cannondale-Drapac      | + 0s     |
| 6. | Jean-Pierre Drucker | BMC Racing Team        | + 0s     |
| 7. | Zakkari Dempster    | Israel Cycling Academy | + 0s     |
| 8. | Sam Bennett         | Bora-Hansgrohe         | + 0s     |
| 9. | Rudy Barbier        | AG2R La Mondiale       | + 0s     |
| 10. | Oliver Naesen       | AG2R La Mondiale       | + 0s     |

## UCI World Ranking
A RideLondon-Surrey Classic outorga pontos para o UCI WorldTour de 2017 e o UCI World Ranking, este último para corredores das equipas nas categorias UCI ProTeam, Profissional Continental e Equipas Continentais. As seguintes tabelas mostram o barómetro de pontuação e os corredores que obtiveram pontos:
| Posição   | 1.º | 2.º | 3.º | 4.º | 5.º | 6.º | 7.º | 8.º | 9.º | 10.º |
| Pontuação | 300 | 250 | 215 | 175 | 120 | 115 | 95  | 75  | 60  | 50   |

| 1.º  | Alexander Kristoff  | Katusha-Alpecin        | 300 |
| 2.º  | Magnus Cort         | Orica-Scott            | 250 |
| 3.º  | Michael Matthews    | Sunweb                 | 215 |
| 4.º  | Sep Vanmarcke       | Cannondale-Drapac      | 175 |
| 5.º  | Wouter Wippert      | Cannondale-Drapac      | 120 |
| 6.º  | Jean-Pierre Drucker | BMC Racing             | 115 |
| 7.º  | Zakkari Dempster    | Israel Cycling Academy | 95  |
| 8.º  | Sam Bennett         | Bora-Hansgrohe         | 75  |
| 9.º  | Rudy Barbier        | AG2R La Mondiale       | 60  |
| 10.º | Oliver Naesen       | AG2R La Mondiale       | 50  |